# Kevin & Bean's Super Christmas
Kevin & Bean's Super Christmas è la sedicesima raccolta di musica natalizia registrata per il programma televisivo Kevin & Bean della stazione radio statunitense di musica alternativa KROQ-FM.

## Tracce
1. Stan Lee's Christmas Greeting
2. Father Christmas - Ok Go
3. TMZ's Harvey "The Hammer" Levin With Some Breaking News
4. Not Coming Home - Papa Roach
5. Al Gore's "An Inconvenient Christmas
6. Star of Bethlehem - Angels & Airwaves
7. The 'Lost' Christmas
8. Little Drummer Boy - Hinder
9. Santa's Letter to Kevin & Bean Superheroes
10. Kevin & Bean Superheroes - Greenbrier Lane
11. Rocking for You - Jurassic 5
12. Bean Bot
13. Cleveland from 'The Family Guy'
14. Just Like Christmas - Snow Patrol
15. Special K
16. Rocking Around the Christmas Tree - Cartel
17. The Green Eagle
18. Steve-O's Safe & Sane Christmas
19. Hazy Shade of Winter - She Wants Revenge
20. Wrong Man
21. Will Farrell Presents "Ricky Bobby's Christmas"
22. Gunther Christmas Song (Ding Dong)
23. Christmas Vacation - +44
24. Merry Christmas from Mr. T
25. The Pet Parent
26. Twelve Days of Christmas - Taking Back Sunday
27. Kevin Smith's Christmas Memory
28. Santa Through the Back Door - Thirty Seconds to Mars
29. Jingle Bells - Wing
30. Superwhore
31. Herbert from 'The Family Guy'
32. Lights and Buzz - Jack's Mannequin
33. Roid Rage
34. Mole's 'Bong Water Dude Man Guy'
35. Christmastime in Malibu - Federleezy